# Кміт Інна Леонідівна
Інна Олексіївна Кміт (19 червня 1932, Москва — 7 лютого 1996, Москва) — радянська та російська актриса.

## Біографія
Дочка популярного артиста Леоніда Кміта, який зовсім молодим познайомився з 15-річною Олександрою Дем'яненко, циркачкою та саксофоністкою. Інна народилася, коли її батьки були ще самі майже дітьми, їхнє спільне життя виявилося недовгим, вони розлучилися, Інна залишилася з батьком. Згодом Олександра Дем'яненко стала жертвою репресій, була заарештована за хибним звинуваченням у шпигунстві та померла у в'язниці у віці 36 років (1952).
Інна Кміт закінчила Вищу театральне училище імені М. С. Щепкіна. У 1956 році вона знялася в кінокомедії Семена Дерев'янського і Рафаїла Сусловича «Вона вас кохає», де партнером її був популярний актор Георгій Віцин. Через рік Інна Кміт зіграла Аніссю в кримінальній історичній драмі Івана Правова «Під владою золота», поставленої за розповідями Д. Н. Мамина-Сибіряка. Грала у театрі «Ленком». До неї прийшла слава, актрису почали впізнавати. Така блискуче розпочата кар'єра різко обірвалася наприкінці 1950-х через конфлікт з Анатолієм Ефросом. Актриса пішла з театру та закінчила режисерські курси, 25 років пропрацювала на Центральному телебаченні режисером телепрограми «Час».

## Фільмографія
- 1956 — Вона вас кохає — Ольга Цвєткова
- 1957 — Під владою золота — Анісся Тихонівна Молокова
- 1957 — Новий атракціон — Ганна Сергіївна Титова, зоолог
- 1958 — Отаман Кодр — Юстинія

## Особисте життя
Перший чоловік — Віктор Суходрев, дипломат і особистий перекладач H. C. Хрущова та Л. І. Брежнєва.
Другий чоловік (теж розлучення) — Борис Бистров, актор.
Дочка — Катерина Кміт, актриса.
Померла від вродженої вади серця. Похована у Москві на Кунцевському цвинтарі поряд із батьком.